# Tokuda Kenshi
Tokuda Kenshi (徳田拳士 (Đức Điền Quyền Sĩ)) sinh ngày 9 tháng 12 năm 1997 (Bình Thành thứ 9) tại TP Shūnan, Yamaguchi là một kỳ thủ shogi chuyên nghiệp người Nhật Bản. Anh có số hiệu kỳ thủ là 332, và là môn đồ của Kobayashi Kenji Cửu đẳng. Anh tốt nghiệp trường cao học Tokuyama và đại học Dōshisha. 
Tokuda là kỳ thủ shogi chuyên nghiệp đầu tiên đến từ tỉnh Yamaguchi.

## Sự nghiệp
Tokuda bắt đầu chú ý tới shogi khi anh xem cha và ông nội đánh cờ khi anh khoảng 5 tuổi. Sau đó, trong mùa giải 2006, anh vô địch Kurashiki Vương Tướng Chiến dành cho học sinh tiểu học toàn Nhật Bản tại hạng đấu dành cho các học sinh năm 1-3 tiểu học. Năm 2009, Tokuda vô địch Danh Nhân Chiến tiểu học toàn Nhật Bản lần thứ 34, và gia nhập Trường đào tạo kỳ thủ trong khi đang học năm 1 trung học. Anh chính thức tham gia Tam đẳng League từ tháng 4 năm 2018.
Trong vòng 7 kỳ đầu tiên của anh tại Tam đẳng League, Tokuda có 3 lần thắng nhiều hơn thua, 1 lần thành tích 9-9, và 3 lần thua nhiều hơn thắng. Tại Tam đẳng League lần thứ 70 (lần thứ 2 của năm 2021), kỳ thứ 8 của anh tại giải đấu này, anh về đích với thành tích 15 thắng - 3 thua và xếp hạng 2 chung cuộc, qua đó giành quyền lên chuyên. Kể cả trước khi lên chuyên, anh cũng thể hiện tốt tại Tân Nhân Vương Chiến, như khi anh đánh bại Honda Kei (khiêu chiến giả Kỳ Vương Chiến kỳ 45) tại kỳ 51 và Masuda Yasuhiro (người hiện đang ở hạng A Thuận Vị Chiến) tại kỳ 52. Tokuda kết thúc thời kỳ Tam đẳng của mình với thành tích 6 thắng - 4 thua tại các giải đấu chính thức.

### Sau khi lên chuyên
Trong mùa giải đầu tiên của anh (2022), Tokuda tiến vào chung kết Kakogawa Thanh Lưu Chiến và chiến thắng 2-0 trước Saitō Yūki Tam đẳng để có chức vô địch giải đấu không danh hiệu đầu tiên của mình. Sau đó, tại vòng Sơ loại Vương Vị Chiến kỳ 64, anh lần lượt đánh bại Kubo Toshiaki và Tonari Ryūma tại bán kết và chung kết để lần đầu tiên bước vào vòng Xác định Khiêu chiến giả. Tại đó, tuy anh đã đánh bại đương kim Vương Tọa Nagase Takuya, với thành tích chung cuộc 2 thắng - 3 thua, anh đã không thể trụ lại.

## Đời tư
- Về tình yêu của anh với shogi, Tokuda có nói rằng "(Trong shogi), tất cả trách nhiệm đều đặt lên vai người chơi - điều mà tôi rất thích. Một điều khác mà tôi thấy thú vị chính là việc từng lỗi sai hay nguyên do chiến thắng và kết quả ván cờ đều do người chơi ảnh hưởng"[1].
- Sau khi lên chuyên, khi được phỏng vấn về khoảng thời gian 12 năm của anh trong Trường đào tạo kỳ thủ, anh hồi tưởng rằng "Tôi không có nhiều ký ức tốt về nó", "Tôi có thể trụ lại vì mỗi khi thể hiện không tốt, tôi lại nhớ về tình yêu của tôi với shogi", và rằng "Ở năm cuối của tôi tại đây, tôi đã thực sự cố gắng hết sức mình"[1][6].
- Tên "Kenshi" của anh được đặt theo bộ manga Hokuto no Ken[6].
- Sở thích của anh bao gồm câu cá và thể thao nói chung[7].

## Lịch sử thăng cấp
| Ngày thăng cấp              | Đẳng cấp         | Ghi chú                                                              |
| --------------------------- | ---------------- | -------------------------------------------------------------------- |
| Tháng 9 năm 2010 (13 tuổi)  | Lục cấp (6-kyu)  | Gia nhập Trường đào tạo                                              |
| 15 tháng 10, 2017 (19 tuổi) | Tam đẳng (3-dan) | [ 8 ]                                                                |
| 1 tháng 4, 2022 (24 tuổi)   | Tứ đẳng (4-dan)  | Trở thành kỳ thủ chuyên nghiệp (về thứ 2 Tam đẳng League lần thứ 70) |

## Thành tích chính

### Vô địch các giải không danh hiệu
- Kakogawa Thanh Lưu Chiến: 1 lần (kỳ thứ 12 - năm 2022)

### Thăng/giáng hạng/tổ
Chi tiết về hạng/tổ của kỳ thủ vui lòng xem các bài Thuận Vị Chiến và Long Vương Chiến.
| Đầu mùa giải | Thuận Vị chiến | Thuận Vị chiến | Thuận Vị chiến | Thuận Vị chiến | Thuận Vị chiến | Thuận Vị chiến | Thuận Vị chiến | Thuận Vị chiến | Long Vương chiến | Long Vương chiến | Long Vương chiến | Long Vương chiến | Long Vương chiến | Long Vương chiến | Long Vương chiến | Long Vương chiến |
| Đầu mùa giải | Kỳ             | Danh Nhân      | Hạng A         | Hạng B         | Hạng B         | Hạng C         | Hạng C         | Free Class     | Kỳ               | Long Vương       | Tổ 1             | Tổ 2             | Tổ 3             | Tổ 4             | Tổ 5             | Tổ 6             |
| Đầu mùa giải | Kỳ             | Danh Nhân      | Hạng A         | Tổ 1           | Tổ 2           | Tổ 1           | Tổ 2           | Free Class     | Kỳ               | Long Vương       | Tổ 1             | Tổ 2             | Tổ 3             | Tổ 4             | Tổ 5             | Tổ 6             |
| --- | -------------- | -------------- | -------------- | -------------- | -------------- | -------------- | -------------- | -------------- | ---------------- | ---------------- | ---------------- | ---------------- | ---------------- | ---------------- | ---------------- | ---------------- |
| 2022 | 81             |                |                |                |                |                | C256           |                | 36               |                  |                  |                  |                  |                  |                  | Tổ 6             |
| 2023 | 82             |                |                |                |                |                | C204           |                | 37               |                  |                  |                  |                  |                  |                  | Tổ 6             |
| 2024 | 83             |                |                |                |                |                | C215           |                | 38               |                  |                  |                  |                  |                  |                  |                  |
| Chữ đóng khung tại Thuận Vị chiến và Long Vương chiến biểu thị Khiêu chiến giả. Số nhỏ tại Thuận Vị chiến là Thuận Vị. (xĐiểm giáng hạng có sẵn / *Điểm giáng hạng phải nhận / +Điểm giáng hạng được xóa) "F" tại Thuận Vị chiến biểu thị Free Class (FX: Kỳ thủ được xếp vào Free Class / FT: Kỳ thủ tự nguyện chuyển xuống Free Class) Chữ đậm tại Long Vương chiến biểu thị chiến thắng tổ, số tổ kèm (chữ nhỏ) biểu thị kỳ thủ không chuyên. |                |                |                |                |                |                |                |                |                  |                  |                  |                  |                  |                  |                  |                  |